# Nanjingmens
De Nanjingmens (Nanjing-man, Homo erectus nankinensis ) is de naam voor fossielen van Homo erectus, waarvan tanden en schedelfragmenten in maart 1993 gevonden zijn in de Huludong grot in het Tangshan-gebergte ongeveer 26 km ten oosten van Nanjing, Jiangsu provincie, China. De botten werden met behulp van thermische ionisatie massaspectrometrie direct gedateerd. Bijgevolg leefde de Nanjingmens ongeveer 580.000-620.000 jaar geleden in het zuiden van China.